# Un amour qui m'irait bien
 (décembre 2010).
Si vous disposez d'ouvrages ou d'articles de référence ou si vous connaissez des sites web de qualité traitant du thème abordé ici, merci de compléter l'article en donnant les références utiles à sa vérifiabilité et en les liant à la section « Notes et références ».
Pistes de Indestructible
Les tyrans Hôtel Biron, chambre 22, pt. 1
Un amour qui m'irait bien est une chanson écrite par Bernard Swell pour Véronique Sanson. Elle figure dans l'album Indestructible, sorti le 17 février 1998. 
Elle est illustrée par un vidéo clip réalisé en 1998 par Raymond Depardon. Véronique Sanson a laissé carte blanche à Raymond Depardon. Ce clip vidéo apparait comme un regard posé sur l'artiste par l'artiste. La caméra filme donc en noir et blanc un bout de la vie de la chanteuse en tournée la suivant dans les coulisses et sur scène. Le tournage du clip a été réalisé lors de deux soirées/concert en région.
Raymond Depardon déclare avoir été très touché par la solitude de la chanteuse, faisant le parallèle avec la solitude qu'il éprouve également en exerçant son métier de photographe.